# Ticiana Iturri Landajo
Ticiana Iturri Landajo (Portugalete, 10 de julio de 1904 - Bilbao, 5 de marzo de 1969) fue una doctora en medicina, especializada en pediatría, ginecología y obstetricia, y divulgadora en temas de higiene. Fue la primera mujer colegiada en el Colegio de Médicos de Bizkaia. 

## Biografía
Ticiana Iturri Landajo nació el 10 de  julio de 1910 en la calle del Medio de Portugalete. Hija de Ticiana Landajo Ugalde (Abando, 3 de marzo de 1872) y Juan Iturri Astorkiza (Gamiz-Fika, 7 de marzo de 1871). Cuando Ticiana aún era una niña su padre consiguió trabajo en una fábrica minera en Lora del Río, Sevilla, donde se trasladó toda la familia. Allí estudió Ticiana el bachillerato, en el Instituto San Isidoro, escuela donde conoció a Severo Ochoa, con quien volvió a coincidir años después en Bilbao. La familia no perdió contacto con Vizcaya en esa época, volviendo cada verano a la casa que tenían en Sopela, conocida como la "casa de los sevillanos".
Realizó sus estudios superiores en medicina en la Facultad de San Carlos, en Madrid, después hizo la especialidad en el Instituto Rubio, y abrió consulta en la calle Claudio Coello nº97. Al mismo tiempo trabajaba en la Escuela Nacional de Puericultura e hizo la tesis doctoral en 1928 sobre  “Acción de algunos galactogogos", calificada con un sobresaliente. Al poco tiempo, sacó las oposiciones para maternóloga del Estado, y obtuvo plaza en la Dirección Provincial de Sanidad de Bilbao, abriendo consulta en la calle de los Fueros n.º 2, donde estuvo hasta que abrió su clínica en Begoña, donde asistía a partos y consultas de su especialidad. Al mismo tiempo realizaba un trabajo de divulgación sobre estas temáticas, mediante artículos, conferencias y congresos.  
En aquella época, en Bilbao, mucha gente no veía con buenos ojos que una mujer trabajase como médica. Tuvo que hacer frente a rumores e incluso a una denuncia  del director de la Casa de Maternidad, Carlos Mendaza, en 1935, interpuesta al Colegio de Médicos de Bizkaia, diciendo que una comadrona ejercía como médica. La Junta Directiva respaldó su solvencia y reprendió al denunciante. En el Colegio de Médicos de Bizkaia ingresó el 16 de agosto de 1932, con el nº553 de colegiada. Fue la primera médica colegiada en Vizcaya. Así mismo, fue miembro de la Academia de Ciencias Médicas, formando parte de su Junta y colaboradora de su revista Gaceta Médica.
Antes de la guerra, fue una destacada feminista que dedicó su esfuerzo a la defensa de los derechos de las madres solteras. Se unió al grupo de Emakume Abertzale Batza, donde colaboró organizando clases en la Escuela de Enfermería creada por este grupo en la calle Bidebarrieta. Durante la guerra su hermana, María Begoña Ticiana, se fue a Reino Unido con un grupo de niñas y niños. A su vuelta el régimen franquista la castigó y estuvo desterrada durante dos años en Cuenca, donde tuvo que repetir sus estudios y obtuvo el título de enfermería. A su vuelta a Bilbao se convirtió en colaboradora de Ticiana.
Después de la guerra civil española, Ticiana continuó trabajando en la Escuela de Puericultura y Maternidad donde contribuyó en la mejora de la higiene maternoinfantil. En 1955 obtuvo plaza en la Seguridad Social en Bilbao, en el campo de la ginecología.
Ticiana trabajó gran parte de su vida por la defensa de los derechos reproductivos de las mujeres, especialmente de las mujeres solteras. Cuando murió, fue enterrada en el panteón familiar del cementerio de Portugalete.

## Obras
- Acción de algunos galactogogos. Tesis doctoral defendida en Madrid, 1928.

## Premios y reconocimientos
- En el Colegio Oficial de Médicos de Vizcaya, existe un salón con su nombre.[7]